# Green Cove Springs
La ville américaine de Green Cove Springs est le siège du comté de Clay, en Floride. En 2000, elle comptait 5 378 habitants.

## Histoire

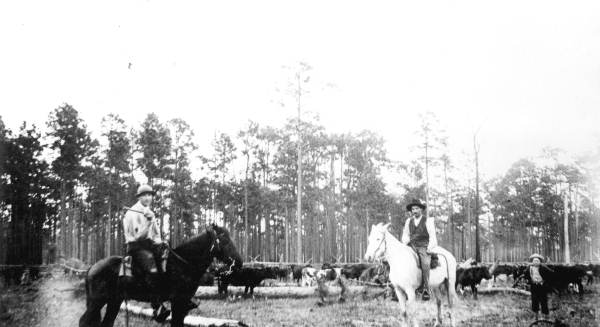
Des cowboys et un troupeau à Green Cove Springs (1880s).

La région a été habitée il y a plus de 7 000 ans par des Amérindiens attirés par la source d'eau minérale chaude. La source, connue localement comme l'« originale fontaine de jouvence » a attiré les touristes au XIXe siècle ; il y avait plus d'une douzaine d'hôtels près de la source. Aujourd'hui, l'eau au parfum de soufre alimente une piscine publique avant de se jeter dans le St. Johns. La région de Green Cove Springs a été développée par George E. Clarke en 1816, quand il s'est vu attribuer des terres, en vertu d'une concession de terre espagnole, pour construire une scierie. Green Cove Springs a été fondée en 1854 sous le nom de White Sulfur Springs. Renommée en 1866, elle devint le siège du comté de Clay en 1871.
L'agriculture et le tourisme étaient les principales activités économiques jusqu'à la fin du siècle, quand le chemin de fer de Henry Flagler a commencé à porter les touristes plus loin vers le Sud de la Floride. En 1895, le grand gel détruisit les cultures d'agrumes de la région et le tourisme s'effondra. Les années 1920 ont vu un nouveau développement, grâce à la circulation automobile qui apporta à nouveau les touristes. La grande dépression des années 1930 a mis un terme à la croissance de la ville.

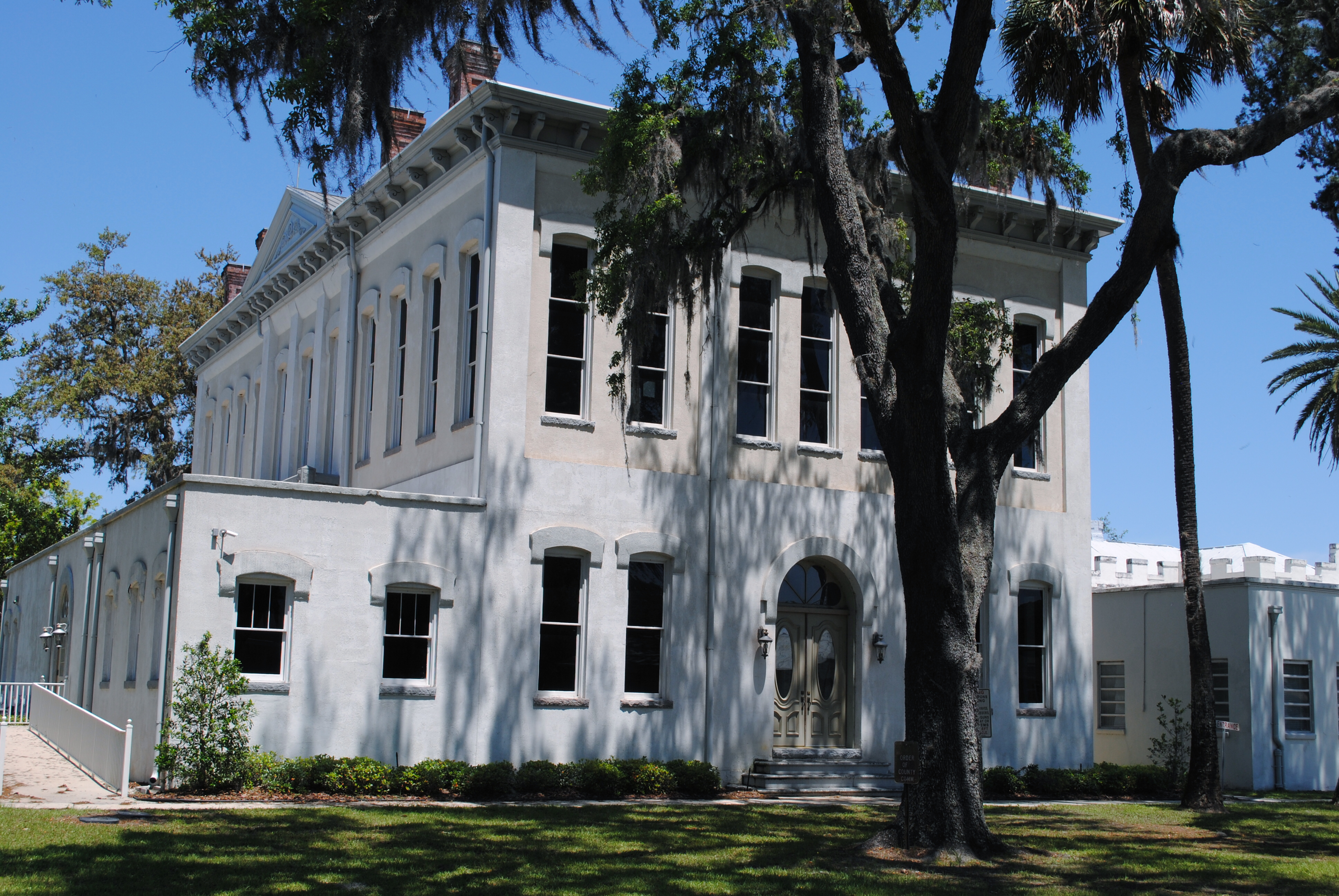
L'ancienne cour de justice du comté.

La Seconde Guerre mondiale et les quelques années la précédant apportèrent à nouveau la croissance à Green Cove Springs. Le 11 septembre 1940, l'US Navy a ouvert le Naval Air Station Lee Field, en l'honneur de Ensign Bejamin Lee, qui avait perdu sa vie dans un accident à Killinghome, en Angleterre, au cours de la Première Guerre mondiale. En août 1943, la base aérienne a été renommée Naval Air Station Green Cove Springs et se composait de quatre piste de 1 500 mètres. Douze ans après la guerre, la base a été rétrogradée du statut de Naval Air Station à celui Naval Auxiliary Air Station, dans le cadre du complexe de la NAS de Jacksonville. Un total de 13 quais ont été construits le long de la rive ouest du fleuve Saint Johns adjacent à NAAS Green Cove Springs pour abriter la US Navy « Mothball Fleet » comprenant quelque 500 navires, principalement des destroyers, des destroyers d'escorte et des auxiliaires de la flottes. En 1960, la marine a mis hors service la NAAS Green Cove Springs et la facilité de la jetée. Certains de ces navires furent transférés à des marines étrangères, tandis que d'autres ont été transférés vers d'autres emplacements de la flotte de réserve. En 1984, la ville a annexé l'ancienne base navale dans la ville pour poursuivre sa croissance et développer le port du comté de Clay et le parc industriel de Reynolds. La station aérienne est maintenant un aérodrome privé appelé Reynolds Airpark (identificateur de l'aérodrome de FAA FL60) avec une unique piste asphaltée de 1 500 mètres actuellement opérationnelle, bien qu'en mauvais état. Bien que la tour de contrôle de trafic aérien originale soit toujours debout, attachée à l'un des hangars aéronefs marine ancienne, l'aérodrome reste une installation incontrôlée.
Localement, la ville est connue pour accueillir la Gustafson's Farm, une marque de lait et de produits laitiers vendus à travers la Floride. La principale ferme laitière de Gustafson est située à Green Cove Springs et est l'une des plus grandes fermes laitières privées dans le sud-est des États-Unis. Commencé en 1908, la ferme principale occupe presque 40 km2 aux limites de la ville. Gustafson a plusieurs usines d'embouteillage à travers l'État, de Tallahassee dans le nord-ouest à Tampa et Cocoa vers le sud. Tous les produits de Gustafson arborent la photo des époux fondateurs de l'entreprise, Frank et Agnes Gustafson (également connus sous le nom de « Maman et Papa Gus »), qui, avec leur première vache dans leur ferme (nommée Buttercup, « bouton d'or » en français), figurent en bonne place sur l'emballage des produits de la laiterie.

## Dans la culture populaire
La ville est le berceau de Charles E. Merrill (en) (1885-1956), un des fondateurs de Merrill Lynch & Company. Le printemps à Green Cove Springs est décrit par son fils James Merrill dans le poème « Two From Florida », publié dans The Inner Room (1988).
Green Cove Springs est également le lieu de naissance d'Augusta Savage (Augusta Christine Fells, 29 février 1892 - 26 mars 1962). Savage est un sculptrice américaine associée à la renaissance de Harlem. 
Des scènes pour le film de monstres Blood Waters of Dr. Z (or Zaat), sorti en 1971, y ont été tournées. Ce film de série B est une parodie de l'émission télévisée Mystery Science Theater 3000.

## Démographie
| 1880 | 1890  | 1900 | 1910  | 1920  | 1930  |
| ---- | ----- | ---- | ----- | ----- | ----- |
| 320  | 1 106 | 929  | 1 319 | 2 093 | 1 719 |

| 1940  | 1950  | 1960  | 1970  | 1980  | 1990  |
| ----- | ----- | ----- | ----- | ----- | ----- |
| 1 752 | 3 291 | 4 233 | 3 857 | 4 154 | 4 497 |

| 2000  | 2010  | - | - | - | - |
| ----- | ----- | - | - | - | - |
| 5 378 | 6 908 | - | - | - | - |

## Personnalités
- Augusta Savage (1892-1962), sculptrice, figure du mouvement de la Renaissance de Harlem.

## Source
- (en) Cet article est partiellement ou en totalité issu de l’article de Wikipédia en anglais intitulé « Green Cove Springs, Florida » (voir la liste des auteurs).